# Belägringen av Kraków (1655)
Belägringen av Kraków utspelades under Karl X Gustavs polska krig. Det började den 25 september 1655 och pågick till den 13 oktober 1655. Kapitulationen undertecknades fyra dagar senare. Polska trupper marscherade ut ur staden den 19 oktober. Stadens försvar leddes av Kievs kastellan Stefan Czarniecki, medan de svenska trupperna leddes av kung Karl X Gustav och Arvid Wittenberg.